# Adam Klimek
Adam Klimek (ur. 19 listopada 1931 w Krakowie, zm. 15 listopada 2014 tamże) – polski fizjolog sportu, nauczyciel akademicki oraz rektor Akademii Wychowania Fizycznego w Krakowie.

## Życiorys
Ukończył studia na Akademii Wychowania Fizycznego (AWF) w Krakowie. W latach osiemdziesiątych był współzałożycielem uczelnianych struktur komisji zakładowej NSZZ „Solidarność”. Był dyrektorem Instytutu Fizjologii Człowieka. Przez wiele kadencji sprawował funkcję członka Centralnej Komisji ds. Tytułu Naukowego i Stopni Naukowych przy Prezesie Rady Ministrów. W latach 1981–1987 zajmował stanowisko rektora Akademii Wychowania Fizycznego w Krakowie.
Był członkiem towarzystw naukowych krajowych i zagranicznych. Autor monografii i artykułów z zakresu fizjologii człowieka. Promotor i recenzent prac doktorskich i habilitacyjnych. Ojciec Andrzeja Klimka.

## Nagrody i odznaczenia
- Krzyż Oficerski Orderu Odrodzenia Polski
- Krzyż Kawalerski Orderu Odrodzenia Polski
- Złoty Krzyż Zasługi
- Medal Komisji Edukacji Narodowej
- Złota Odznaka za pracę społeczną dla Miasta Krakowa
- Złota i Srebrna Odznaka Zasłużonego Działacza Kultury Fizycznej